# Shadwell (Londra)
Shadwell è un quartiere nell'East End di Londra, Inghilterra, parte del borgo londinese di Tower Hamlets.
Ubicato a 4,8 chilometri a est-nordest di Charing Cross, sulla sponda settentrionale del fiume Tamigi e lungo l'antica strada principale nota comunemente come The Highway, la A1203 (la strada che collega da ovest l'area della Torre di Londra con l'Isle of Dogs a est).

## Origini del nome
Nel XIII secolo, l'area era conosciuta come Scadflet e Shatfliet. Questi nomi derivano dalla baia (in lingua anglo-sassone fleot). Infatti Shadwell in precedenza fu una palude, bonificata (sotto l'ordine dell'Act of Parliament) da Cornelius Vanderdelf.
Quindi Shadwell sarebbe un adattamento del nome utilizzato nel XIII secolo.

## Educazione
Le scuole principali di Shadwell includono:
- La Blue Gate Fields School;
- Bigland Green Primary School;

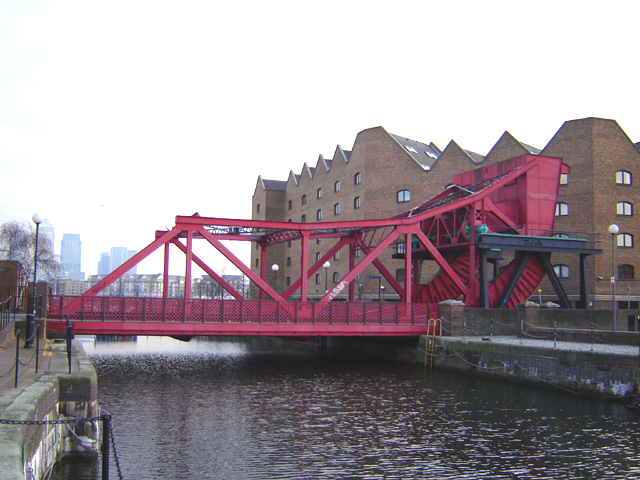
Un ponte levatoio a Shadwell.

- Bishop Challoner secondary School.

## Infrastrutture e trasporti
Il quartiere si trova lungo la A1203 (la strada che collega da ovest l'area della Torre di Londra con l'Isle of Dogs a est) nota come The Highway. e a sud della A13 (la strada che collega da ovest il centro di Londra con l'Shoeburyness a est), nota in zona come Commercial Road.
A Shadwell è presente anche l'omonima stazione, servita della Docklands Light Railway e dai treni della East London Line, che è parte delle rete della London Overground.
Altre stazioni che si trovano nei pressi del quartiere, inoltre, sono quella di Wapping, a sud, e quella di Limehouse, a est.
Varie linee di autobus servono il quartiere:
- 15 (Blackwall - Shadwell - Trafalgar Square)
- 100 (Elephant & Castle - Shadwell)
- 115 (Crossharbour - Shadwell - Old Street)
- 339 (Leytonstone - Shadwell)
- D3 (Bethnal Green - Shadwell - Crossharbour)
- la notturna N15 (Romford - Shadwell - Trafalgar Square)
- la notturna N550 (Canning Town - Shadwell - Trafalgar Square)
- la notturna N551 (Gallions Reach - Shadwell - Trafalgar Square).